# Shayne Ward
Shayne Thomas Ward (ur. 16 października 1984 w Tameside) – brytyjski piosenkarz i aktor.
Zwycięzca drugiej brytyjskiej edycji programu The X Factor (2005). Zdobywca National Television Award w kategorii „Najlepszy debiutant” (2016).

## Dyskografia
Albumy studyjne
- Shayne Ward (2006)
- Breathless (2007)
- Obsession (2010)
- Closer (2015)

## Filmografia
- 2015–2018: Coronation Street jako Aidan Connor